# Kazimierz Gałecki
Kazimierz Gałecki, též Kazimierz Junosza-Gałecki (10. července 1863 – 10. července 1941), byl polský politik z Haliče, před rokem 1918 aktivní v rakousko-uherské, respektive předlitavské politice, v roce 1918 poslední ministr pro haličské záležitosti.

## Biografie
Působil profesně jako právník. Za vlády Maxe Hussarka se stal ministrem pro haličské záležitosti. Post si udržel i v následující vládě Heinricha Lammasche. Funkci zastával v období 25. července 1918 – 11. listopadu 1918.
Roku 1919 působil jako polský vyslanec ve Vídni. Pak byl delegátem polské vlády v Haliči a v období let 1921–1923 vojvodou krakovským. Rezignoval v roce 1923 po takzvaném krakovském povstání a byl pak členem dozorčích rad několika akciových společností.